# Аманин
Аманин — органическое соединение, циклический пептид (октапептид), содержащий восемь аминокислотных остатков, один из представителей аматоксинов. Чрезвычайно токсичен, контаминант, обладает ярко выраженной гепатотоксичностью, поражает клетки паренхимы печени гепатоциты (вызывает лизис и некрозы), а также цитотоксичностью воздействует на клетки органов желудочно-кишечного тракта (особенно энтероцитов кишечника, вызывая их деструкцию) и почек (вызывает почечную недостаточность) и, тем самым, представляет большую угрозу здоровью и жизни человека.
Аманин содержится в плодовых телах грибов из родов Мухомор (Amanita), Галерина (Galerina) и Лепиота (Lepiota).

## Токсичность
Как и все аматоксины, селективно ингибирует РНК-полимеразу II, тем самым останавливая процесс синтеза белка и запуская процессы лизиса клеток. К воздействию аманина особенно чувствительны клетки паренхимы печени и почек.